# Cuscuta bucharica
Cuscuta bucharica là một loài thực vật có hoa trong họ Bìm bìm. Loài này được Palib. mô tả khoa học đầu tiên năm 1915.